# Nipissing (gmina)
Nipissing to gmina (ang. township) w Kanadzie, w prowincji Ontario, w dystrykcie Parry Sound.
Powierzchnia Nipissing to 387,4 km².
Według danych spisu powszechnego z roku 2001 Nipissing liczy 1553 mieszkańców (4,01 os./km²).